# Gregers Begtrup
Gregers Otto Bruun Begtrup, född 6 oktober 1769, död 13 maj 1841, var en dansk lantekonom.
Begtrup studerade teologi och avlade teologisk ämbetsexamen, men övergick därefter till att studera lantbruket. Efter några års utlandsresor anställdes han 1801 som professor i lantekonomi vid Köpenhamns universitet, den enda som universitetet har haft i detta ämne.
Begtrup hade betydande kunskaper, som han utvecklade genom talrika resor runt om i Danmark, men av olika skäl lockade hans föreläsningar få åhörare, och hans betydelse får snarare sökas i hans författar- än i hans lärarverksamhet.
Begtrup författade flera, om teoretisk och praktisk insikt vittnande, skrifter; hans huvudarbete är en beskrivning av åkerbrukets tillstånd i Danmark, som utkom 1803-12. Dels ensam och dels tillsammans med andra redigerade han (1817-22) tidskriften "Den oeconomiske correspondent, et blad til landboeres nytte".